# Philodromus pseudoexilis
Philodromus pseudoexilis är en spindelart som beskrevs av Paik 1979. Philodromus pseudoexilis ingår i släktet Philodromus och familjen snabblöparspindlar. Inga underarter finns listade i Catalogue of Life.